# كارثة انقلاب العبارة الكورية الجنوبية (2014)
 انقلاب العبارة سي وول (هانغل: 세월호 침몰 사고; هانجا: 世越號沈沒事故), هي كارثة وقعت في صباح يوم 16 أبريل 2014 ، بينما كانت تحمل على متنها 690 راكب  وقيل 477 راكب أغلبهم طلبة في المدرسة الثانوية من مدينة ألسان بالقرب من العاصمة سول، كانوا في رحلة طلابية من إنتشون إلى جزيرة جيجو. وقد تسبب هذا الحادث في وفاة 287 شخص و17 في عداد المفقودين.
وبفضل قوة النيتزن المضادة لكشف الفساد السياسي والاجتماعي والاقتصادي بالبلاد. قام النيتزن الخفي زارو عبر وثائقي تحقيقي بكشف أسباب الفاجعة مما أحدث ضجة إعلامية شعبية واعتقالات حكومية قدَّم خلالها رئيس الوزراء تشنغ هونغ وون في 27 أبريل استقالته على خلفية تعامل حكومته مع الكارثة، قال في بيان مقتضب: «الاحتفاظ بمنصبي عبء كبير جدًّا على الإدارة. بالنيابة عن الحكومة أعتذر عن مشاكل كثيرة بدءًا من منع وقوع الحادث وانتهاءً بالتعامل المبكر مع الكارثة».
في 19 مايو، أعلنت الرئيسة باك غن هي حل خفر السواحل وإنشاء وزارة جديدة تقوم بمهامها تحت اسم وزارة السلامة الوطنية.